# Parada de Pinhão
Parada de Pinhão ist eine Gemeinde (Freguesia) im portugiesischen Kreis Sabrosa. In ihr leben 257 Einwohner (Stand 19. April 2021).